# Franz Schnaedter
Franz August Johann Schnaedter (* 31. Mai 1906 in Wiesbaden; † unbekannt) war ein deutscher Schriftleiter und Funktionär der Hitler-Jugend.

## Leben
Im Alter von 20 Jahren trat Schnaedter am 29. Juli 1926 der NSDAP (Mitgliedsnummer 41.302) bei. Bereits im April 1927 verließ er diese Partei wieder, kehrte jedoch am 1. September 1928 unter Beibehaltung der alten Mitgliedsnummer wieder in die NSDAP zurück. Er gehörte zunächst der bündischen Jugend an und wechselte 1928 in die Hitler-Jugend (HJ). In seiner Heimatstadt Wiesbaden wurde er 1928 HJ-Gruppenführer. Zwei Jahre später erfolgte seine Ernennung zum Gauführer der HJ in Hessen. Seit dieser Zeit gehörte er auch der Reichsleitung der HJ an, wo er als Nachfolger von Franz Woweries für Propaganda und Nachrichtendienst zuständig war. Im November 1930 übernahm er die Schriftleitung mehrerer HJ-Zeitungen und leitete zeitweise den Jungfront-Verlag.
Ab März 1933 war Schnaedter Gebietsführer Sachsen der Hitler-Jugend in Dresden. Als solcher nahm er am 1. Mai am 1. Gebietstreffen der sächsischen Hitler-Jugend in Plauen im Beisein von Martin Mutschmann und zahlreichen SA- und SS-Führern teil. Als er erkrankte, wurde Karl Weberpals am 19. Juli 1933 an seiner Stelle zum neuen Stabsleiter des Gebietes Sachsen der Hitler-Jugend ernannt. Da Weberpals im Oktober 1933 zurück in seine Heimat Bayern ging, erhielt Schnaedter seine frühere Funktion als Gebietsführer zurück. Als solcher sprach er zum Beispiel am 19. November 1933 auf der Kundgebung des Winterhilfswerkes der deutschen Jugend in Dresden. 
Der Reichsjugendführer Baldur von Schirach verfügte Anfang Juli 1934 die Beurlaubung Franz Schnaedters und die Auflösung des Stabes des Obergebietes Mitte. Grund war die gegen ihn seit Februar 1934 laufende Untersuchung wegen vorgeworfener Homosexualität. Schnaedter tauchte zunächst unter, weshalb ab 1. November 1934 mit einem Steckbrief nach ihm gefahndet wurde. Nach Monaten im Untergrund stellte er sich den Behörden. Noch im Juli 1934 war Schnaedter aus der Hitler-Jugend ausgeschlossen worden. Am 2. Februar 1935 erfolgte sein Ausschluss aus der NSDAP. Im November 1935 wurde er vor dem Landgericht Dresden angeklagt und zu einer Freiheitsstrafe von drei Jahren Zuchthaus verurteilt, die er bis November 1938 im Zuchthaus Zwickau verbüßte. Er selbst leugnete die Vorwürfe und sah sich als Opfer einer politischen Intrige.